# Бианки, Даниэла
Даниэ́ла Биа́нки (итал. Daniela Bianchi, род. 31 января 1942, Рим, Италия) — итальянская актриса, больше всего известная по фильму «Из России с любовью», где она сыграла Татьяну Романову.

## Биография
Будущая актриса родилась 31 января в Риме. В 1960 году она заняла второе место на конкурсе «Мисс Вселенная», завоевала титул «Мисс фотография». Карьеру киноактрисы начала в 1958 году, после того как её увидели некоторые фотографы. Официально актёрского образования не имеет. Фильм «Из России с любовью» стал её визитной карточкой. После него её стали приглашать многие режиссёры, однако последующие работы не принесли ей большой известности.
Снималась в британских, французских, итальянских, американских и других фильмах. Заметными считаются её работы в фильмах «Scacco Internazionale» и «Operation Kid Brother».

## Фильмография
- Scacco internazionale / Последний шанс (1968) — Хелен Харрис
- OK Connery (1967) — Maйя Рафис
- Dalle Ardenne all’inferno / Грязные герои (1967) — Kристина фон Keйст
- Troppo per vivere… poco per morire (1967) — Aрабелла
- Requiem per un agente segreto / Реквием секретному агенту (1966) — Эвелин
- Missione speciale Lady Chaplin / Спецмиссия леди Чаплин (1966) — Aрабелла Чаплин
- Zarabanda Bing Bing (1966) — Meрседес
- Ombrellone, L (1966) — Изабелла Доминичи
- Слалом (1965) — Надя
- Dr. Kildare (1964) — Франческа Паолини
- Тигр любит свежее мясо (1964) — Meлиса Баскин
- Из России с любовью (1963) — Татьяна Романова
- Щит Сида (1962) — Эльвира
- Domenica d’estate, Una (1962) — Донателла
- Démons de minuit, Les (1961) — Midnight Follies
- En cas de malheur (1958)